# جاليك القابضة
جاليك القابضة هي شركة تركية تعمل في قطاعات الطاقة والبناء والتعدين والمنسوجات والتمويل والاتصالات منذ الثمانينيات. بدأ المؤسس ورئيس مجلس الإدارة أحمد جاليك حياته المهنية في صناعة النسيج ، حيث أسس شركة الشرق الأوسط للمنسوجات في عام 1981 و جاليك دينيم في عام 1987. خلال أوائل التسعينيات من القرن الماضي استقلال بلدان رابطة الدول المستقلة ، قام بأول استثماراته الأجنبية وأسس جاب بازارلاما (لزيادة حصة شركته في تجارة المنسوجات الدولية) و جاب للإنشاءات (لبناء المصانع). تم تجميع هذه الشركات معًا باسم جاليك القابضة في عام 1997. أسست الشركة المظلة جاليك للطاقة في عام 1998 وبنك أكتيف في عام 1999 لدخول قطاعي الطاقة والتمويل.
نمت من خلال الاستثمارات منذ 2000s ، استحوذت جاليك القابضة على بانكا كومبيتاري تريغتاري (التي تعمل في ألبانيا وكوسوفو ). استحوذت المجموعة على البتيكوم (أقدم مشغل للهواتف الأرضية ومزود الإنترنت في ألبانيا) في عام 2007 ، ودخلت قطاع الاتصالات.
دخلت شركة جاليك القابضة قطاع التعدين بالشراكة مع شركة أناتوليا مينيرالز الكندية ، وهي عضو في بورصة تورنتو . قامت بتأسيس تشاليك للقطن في عام 2011 ، بهدف أن تكون من بين أكبر 10 شركات عالمية في تجارة القطن.
بعد المشاركة في خصخصة قطاع توزيع الكهرباء ، قامت شركة جاليك القابضة بتوفير الكهرباء لسبعة ملايين عميل (وفقًا لبيانات عام 2015). استحوذت الشركة على
يدا في عام 2010 ، وشركة كوسوفو لتوزيع الكهرباء (KEDS ، بالاشتراك مع ليماك القابضة) في عام 2012 ، وشركة أراس إيداس (بالاشتراك مع كيلر القابضة ) في عام 2013.
أدرج الفرعية كاليك انرجي في إنر القائمة السنوية لأعلى 250 المقاولين الدوليين ' حولت الشركة علاقتها التجارية التي استمرت 20 عامًا مع شركة ميتسوبيشي إلى شراكة في عام 2015 ، عندما استحوذت ميتسوبيشي على 4.5 بالمائة من شركة جاليك للطاقة.  توظف شركة جاليك القابضة أكثر من 28000 شخص في 17 دولة ، وتقدر أصولها بنحو 7.6 مليار دولار أمريكي.

## روابط خارجية
- الموقع الرسمي